# Крещенко Роман Федорович
Крещенко Роман Федорович (? — ?) — начальник резервних військ Дієвої Армії УНР.

## Біографія
Станом на 1 січня 1910 року — штабс-капітан 10-го Сибірського резервного Омського полку (Омськ). Навесні 1917 року — командир полку, був усунутий з посади за революційні виступи (належав до партії соціалістів-революціонерів). Останнє звання у російській армії — полковник.
З 24 грудня 1918 року — начальник резервних військ Дієвої Армії УНР.